# Laia Ballesté
Laia Ballesté Sciora [ˈla.ja ba.ʎɛstˈɛ sk.iˈɔ.ɾa] (L'Ampolla, 22 de febrero de 1999) es una futbolista profesional española que juega como defensa en el Liga F del Espanyol. También posee la nacionalidad suiza.

## Trayectoria en clubs
Comenzó su trayectoria futbolística, con 15 años, en el Tortosa-Ebre, incorporándose después al Juventut Almassora, pasó al Valencia B donde consiguió, en la segunda temporada, el ascenso a la Liga Reto Iberdrola.
Tras jugar en el equipo B del Valencia y pasar una temporada en el Deportivo Alavés, Ballesté fichó en 2020 por el EdF Logroñés B, su primera experiencia en la máxima división del fútbol español. Debutó en la Copa de la Reina en la semifinal aplazada de la edición 2019-20, jugando los 120 minutos en la victoria del club ante el Athletic Bilbao para alcanzar la final. El Logroño cayó derrotado por 3-0 ante el FC Barcelona en la final. Disputó 19 partidos y marcó un gol cuando el club descendió al final de la temporada
El 23 de agosto de 2021, Ballesté firmó por el Rayo Vallecano. Después de descender con el Rayo Vallecano, la jugadora siguió en la Primera División tras firmar por el Sporting Club de Huelva, donde tuvo un papel relevante, jugando 28 partidos, 26 de ellos en el once inicial.
Laia Ballesté fichó por el Espanyol femenino hasta el 30 de junio del 2026. En total ha jugado 97 partidos, más de 8000 minutos y ha marcado seis goles.

## Clubes
| Club                  | País   | Año       |
| --------------------- | ------ | --------- |
| Tortosa-Ebre          | España | 2014-2016 |
| Juventut Almassora    | España | 2016-2017 |
| Valencia Féminas CF B | España | 2017-2019 |
| Deportivo Alavés      | España | 2019-2020 |
| DUX Logroño           | España | 2020-2021 |
| Rayo Vallecano        | España | 2021-2022 |
| CD Sporting de Huelva | España | 2022-2024 |
| RCD Espanyol          | España | 2024-     |

## Trayectoria internacional
Nacida en España, Ballesté tiene ascendencia suiza por vía materna. Prefiere jugar con la Selección nacional de Suiza.